# Carl Cohen

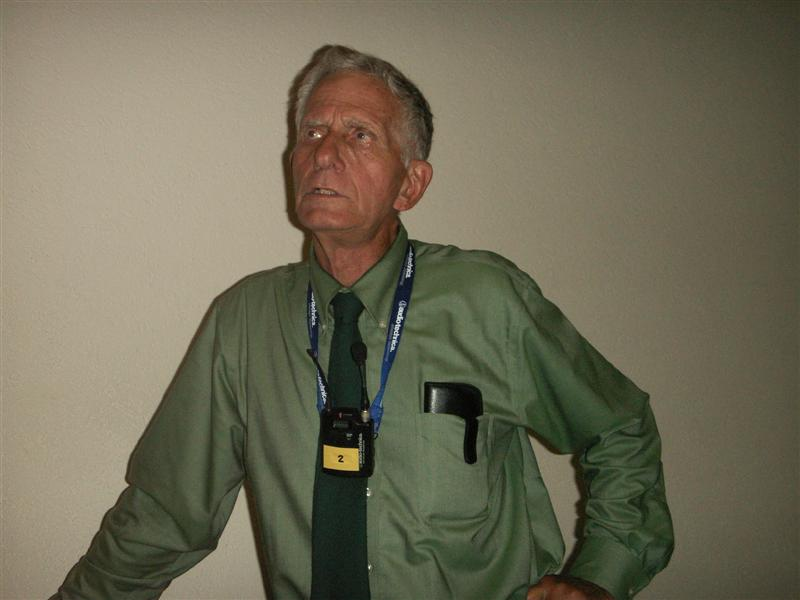
Carl Cohen

Carl Cohen (* 30. April 1931; † 26. August 2023) war ein US-amerikanischer Philosoph. Er war ab 1955 Philosophieprofessor an der University of Michigan in Ann Arbor, Michigan, USA.

## Leben
Cohen publizierte vor allem über Moralphilosophie und Politische Philosophie. Er sprach sich gegen positive Diskriminierung (englisch Affirmative Action) sowie gegen moralische Tierrechte aus.
Er war Mitglied der medizinischen Fakultät der Universität Michigan sowie aktives Mitglied der dortigen philosophischen Fakultät seit 1955.
Er starb am 26. August 2023 im Alter von 92 Jahren.

## Schriften
- Democracy. Athens, 1971.
- The Animal Rights Debate (zusammen mit Tom Regan). Oxford, 2001. ISBN 0-8476-9662-6
- Affirmative Action and Racial Preference (zusammen mit J. Sterba). Oxford, 2003. ISBN 978-0-19-514895-4
- Introduction to Logic, 14th edition (zusammen mit I. M. Copi). Harlow, 2013. ISBN 1-292-02482-8
- Haben Tiere Rechte? Tierrechte – Eine interdisziplinäre Herausforderung. Erlangen, 2007. ISBN 978-3-89131-417-3